# Leszek Ruszczyk
Leszek Jan Ruszczyk (ur. 6 maja 1959 w Radomiu) – polski polityk, ekonomista i samorządowiec, w latach 2010–2011 członek zarządu, a w latach 2011–2015 wicemarszałek województwa mazowieckiego IV i V kadencji, poseł na Sejm VIII kadencji, dyrektor Muzeum im. Jacka Malczewskiego w Radomiu.

## Życiorys
Z wykształcenia ekonomista, ukończył studia w Wyższej Szkole Inżynierskiej im. Kazimierza Pułaskiego w Radomiu. Był m.in. dyrektorem wydziału infrastruktury w radomskim urzędzie miasta, następnie prezesem PKS w Radomiu.
Należał do założycieli lokalnych struktur Platformy Obywatelskiej. W 2002 bez powodzenia startował z komitetu Prawy Radom do rady miejskiej Radomia. W 2006 z ramienia PO uzyskał mandat radnego sejmiku mazowieckiego III kadencji. W 2007 wystartował bezskutecznie do Sejmu z ostatniego miejsca na liście PO (zdobył 3070 głosów). W 2010 nie został ponownie wybrany do sejmiku, objął natomiast stanowisko członka zarządu województwa. W 2011 przeszedł na funkcję wicemarszałka, zastępując Marcina Kierwińskiego. W 2014 po raz drugi został wybrany na radnego województwa, pozostając w nowo powołanym zarządzie na stanowisku wicemarszałka.
W 2015 wystartował w wyborach parlamentarnych jako lider listy wyborczej PO w okręgu radomskim. Otrzymał 14 537 głosów, uzyskując tym samym mandat posła na Sejm VIII kadencji. Został członkiem sejmowej Komisji Obrony Narodowej, Komisji Łączności z Polakami za Granicą oraz Komisji Gospodarki Morskiej i Żeglugi Śródlądowej, pracował też w Komisji Ochrony Środowiska, Zasobów Naturalnych i Leśnictwa (2015–2016) oraz Komisji Rolnictwa i Rozwoju Wsi (2015–2017). W wyborach w 2019 nie uzyskał poselskiej reelekcji. W 2020 został pełniącym obowiązki dyrektora Muzeum im. Jacka Malczewskiego w Radomiu, a w grudniu tegoż objął funkcję dyrektora tej instytucji.
W wyborach w 2023 ponownie był kandydatem Koalicji Obywatelskiej do Sejmu; nie uzyskał wówczas mandatu. W 2024 z ramienia KO wystartował w wyborach do Parlamentu Europejskiego z okręgu nr 5.

## Odznaczenia
- Brązowy Krzyż Zasługi (2011)[15]